# Conferència de Gènova
La Conferència de Gènova tingué lloc a Gènova l'any 1922, des del 10 d'abril al 19 de maig, i l'atengueren 34 països. Impulsada per David Lloyd George, va ser convocada després de la Gran Guerra per la Societat de Nacions i va ser la segona de les dues conferències monetàries internacionals que van tenir lloc per resoldre la crisi del patró or.
Després de la guerra, dinamitzador econòmic sense igual, Europa es va trobar en una situació de crisi econòmica colossal. Els governs havien de pagar el deute que van contraure amb els americans. Atès que no tenien prou diners per fer-ho, van començar a demanar préstecs al banc. Però, la població ella mateixa no tenia diners per reconstruir les destrosses. Aquesta també va tirar del crèdit. El resultat fou la creació de més moneda per part del banc, fregant els límits de convertibilitat amb l'or: és la crisi del patró or (Gold Standard). Per pal·liar-la es va decidir a la conferència que a partir d'aleshores les divises ja només es podrien convertir amb lingots d'or, és el patró canvi d'or, o sigui, el Gold Bullion Standard. Per resoldre el problema de les reserves d'or, desiguals segons el país, les divises poden convertir-se per altres divises, és el patró Gold Exchange Standard.